# سیارک ۲۵۴۸۳
سیارک ۲۵۴۸۳ (به انگلیسی: 25483 Trusheim، نامگذاری:1999XF74) بیست و پنج هزار و چهارصد و هشتاد و سومین سیارک کشف شده‌است که در ۷ دسامبر ۱۹۹۹ کشف شد.
قدر مطلق سیارک برابر ۱۳.۵ است.